# Василий Григорьевич Лошак Колычёв
Василий Григорьевич Лошак Колычёв (устар. «Василей Лошакъ») — родоначальник ветви Лошаковых-Колычёвых (позже просто Колычёвых), второй сын Григория Фёдоровича Колычёва от брака с Еленой.
Известно о Василии очень мало. Жил он во второй половине XV века. Его старший брат Александр был боярином верейского князя Михаила Андреевича, о службе же Василия разряды не сообщают. Возможно, что именно Василий получил земли в Шелонской пятине Новгородской земли, которыми в 1-й половине XVI века владели его внуки, Андрей Иванович и Гордей Иванович.
По родословным у Василия было двое детей:
- Григорий
- Иван Жук (ум. после 1527), воевода, окольничий (?) в 1521, боярин (?) в 1525[2]